# Élie Borgrave
 (décembre 2023).
Élie Borgrave, né Élie Charles de Borchgrave le 12 octobre 1905 à Ixelles où il est mort le 16 octobre 1992, est un artiste peintre belge, issu d'une famille aristocrate de Belgique. 
Il découvre les peintres Cubistes à Paris, en particulier Georges Braque, avant la guerre de 1940. Autodidacte et cultivé, il apprend et travaille le dessin et la peinture. Ses débuts sont laborieux mais il est reconnu en Belgique. Dès 1948, il quitte la Belgique vers les États-Unis, l'Italie, la France avant de revenir au nord de la Belgique dans les années 1960, période très prolifique. Solitaire, il puise son inspiration dans ses propres analyses et réflexions, se préoccupant plus des résultats de sa peinture que des expositions et des galeries.
La carrière d'Élie Borgrave s'étale sur une cinquantaine d'années - de 1948 à 1992 - à travers un millier d'œuvresentièrement consacrées à l'abstraction, influencées par Braque, Klee, Gris et les Cubistes, mais aussi par les frères Van Velde. Sa peinture est en constante évolution. Des œuvres post-cubistes de ses débuts (New-York, 1949), il crée des formes géométriques pour aboutir à une forme de symbolisme dont il exclut la représentation. Ses toiles se caractérisent par des couches de peinture superposées dans une liberté chromatique dont il multiplie les variations (Composition no 8 ou Composition no 62, 1960).
Refusant d'être classé dans un courant artistique, à partir des années 1960, il développe un art abstrait, intériorisé, dans une démarche de paix d'harmonie inspirée des sagesses asiatiques (Couple, 1966, Les Grands Cycles, 1967, Engrenage du Temps, 1968). Ce sont des formes géométriques et incisives dans une peinture plus fluide et une palette très fine et subtile. Une quête de l'absolu permanente le caractérise dans cette forme de cubisme analytique où le rythme et la dynamique s'imposent jusqu'à la fin.

## Biographie

### Enfance et jeunesse

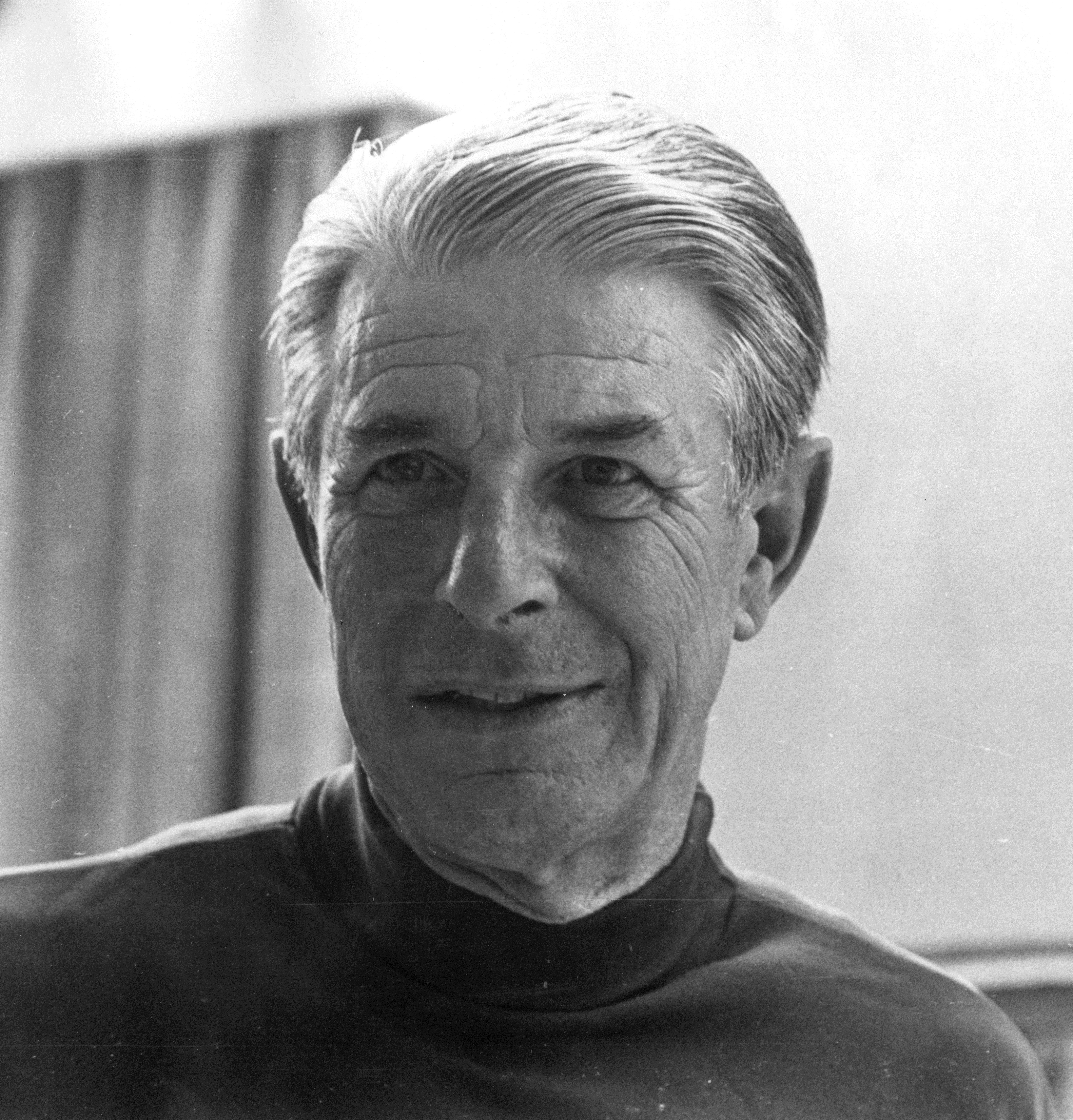
1970 Elie Borgrave (catalogue d'exposition Veranneman)

Élie, Camille, Charles, Thomas de Borchgrave d'Altena naît le 12 octobre 1905 en Belgique à Ixelles. Il est l'aîné d'une fratrie de quatre garçons (Walram, Hugues et Serge de Borchgrave d’Altena)  et son père, le comte Camille de Borchgrave d’Altena, né en 1870, appartient à la noblesse belge et de lignée ancienne. Il est attaché au service du roi Léopold II.
Sa mère, Ruth Reilly Snyder, américaine, est née en 1876 à Philadelphie et a rencontré son mari à Saint-Pétersbourg où son oncle maternel Charlemagne Tower Jr. (en) était ambassadeur. Il est par sa mère l'arrière-petit-fils du riche industriel américain Charlemagne Tower (en) (1809-1889), qui avait fait fortune dans les chemins de fer et les mines en Pennsylvanie.
De 1905 à 1914, la famille vit au château de Zandberg, à Varsenare, près de Bruges, en Belgique. Leur existence est très traditionnelle, conventionnelle, conforme aux valeurs de leur milieu social. En 1914, elle quitte la Belgique et s'installe au Royaume-Uni pendant la Grande Guerre. Élie est mis en pension au Benedictine College de Downside dans le Somerset.
De retour en Belgique en 1920, Élie de Borchgrave termine ses études et s'inscrit aux cours de littérature et de philosophie de l'Institut Saint-Louis de Bruxelles[réf. nécessaire]. Il obtient un B.A. en 1923 et habite chez l'abbé Leclercq, théologien et professeur de droit et de philosophie aux Facultés universitaires Saint-Louis. Rebelle, il a une vie sociale agitée et se heurte à son père. 
Joueur de golf, il est champion du golf Royal du Ravenstein, au début des années 1930, en compagnie de son ami « Pitje », Pierre de Weissenbruch avec qui il aura une correspondance assidue.
En 1928 Camille de Borchgrave fait construire un manoir à Knokke, la Villa Altena, où la famille s'installera en juin 1930. (Cette propriété sera vendue après la mort de Ruth de Borchgrave en 1964 et deviendra un collège pour jeunes filles). Comme Élie doit faire son service militaire, il intègre l'école des Officiers de Cavalerie qu'il quitte pour commencer à voyager. Son père le destinait, conformément à des traditions familiales, à une carrière soit diplomatique, soit militaire. Mais il repart aux États-Unis dès 1928.

### Période avant-guerre
Avec une mère américaine, il a un prétexte pour traverser l'Atlantique et rendre visite à sa famille américaine. Les relations avec son père sont tendues, il parcourt l'Europe, particulièrement la France, et retourne souvent aux États-Unis, en février 1937, il embarque du Havre pour New-York.
Il séjourne quelque temps à Paris où il découvre le Louvre, les galeries d'art, les œuvres des autres artistes et les mouvements picturaux de l'époque, et s'imprègne des différentes périodes de la peinture moderne.
De juin à octobre, deux expositions se tiennent à Paris, « L'Origine et le développement de l'Art International Indépendant » au Jeu de Paume et « Les Maîtres de l'Art Indépendant » au Petit Palais. Il y découvre les peintres abstraits, Picasso, Paul Klee, Juan Gris.

### Seconde Guerre mondiale
La guerre est déclarée. En mai, il est mobilisé et rentre en Belgique pour assister à la capitulation de la France et de la Belgique, et décide de partir. Il rencontre de grandes difficultés pour trouver des billets de bateau mais il arrive en Espagne et s'embarque pour l'Amérique du Sud. Il est au Brésil et trouve des petits emplois pour survivre. Il restaure les fresques de l'hôtel Copacabana et donne des cours de golf au Président Vargas, entre autres.
Son père, Camille de Borchgrave, meurt en janvier 1941.
En 1941, dès qu'il entend que la lutte s'organise, il part au Canada, via les États-Unis et rejoint les forces armées libres[réf. nécessaire], la 1re Brigade belge d'Infanterie, compagnie au sein des commandos britanniques ; l'objectif étant de rejoindre Londres et les armées britanniques. Mais, arrivé à Londres pour se battre, il est exaspéré par l'inertie des officiers d'active de l'armée belge et se heurte à l'autorité militaire. Grâce à l'intervention d'un oncle, il est démobilisé et envoyé au pays de Galles où il vivra jusqu'à la fin de la guerre.
Entre temps, il a rencontré une anglaise aux États-Unis, Grace Arthur Scott Jeavons, surnommée Nancy qu'il épouse le 20 septembre 1941, à Malvern, dans le comté de Worcestershire.
Il se lie au peintre juif polonais, Jankel Adler (1895-1949) un des professeurs du Bauhaus[réf. nécessaire], en exil à Londres qui fait un portrait de lui.
De 1943 à la fin de la guerre, il apprend les techniques picturales, multiplie les carnets de croquis et les essais de toutes sortes. Autodidacte, il dessine et prouve sa capacité innée à tenir un crayon avec des dessins figuratifs comme Le crâne du bélier ou Les Godillots et Les fermes du Pays de Galles (1945). Il choisit de signer ses dessins puis ses toiles post-cubistes avec un pseudonyme « Elderen » (la famille de Borchgrave d’Altena portait également le titre de Baron d'Elderen au XVIIIe).
Cette vision du monde figurative et de l'expression artistique évolue, peu à peu, vers la géométrisation et l'abstraction, suivant les leçons de Braque et Picasso.
De retour en Belgique, en 1945, la vie d’après guerre s'organise et il se consacre à la peinture. À Paris, il rencontre un grand nombre d'artistes et noue une amitié avec les frères Geer et Bram Van Velde. L'influence de Geer est évidente dans ses premières toiles dans le jeu subtil des couleurs, entre transparence et luminosité.
En 1947, en France, il participe au Salon des réalités nouvelles à Paris où exposent également Victor Vasarely, Jean Piaubert ou Serge Poliakoff.
Il expose en 1948 à la Galerie Louis Manteau à Bruxelles[réf. nécessaire] (Bd. de Waterloo, 62), une des premières galeries belges à présenter l'art abstrait.

### 1948-1954: États-Unis
Le 14 mars 1948 il embarque avec son épouse pour New York. Ils s'y installent un temps puis achètent une maison en bois à Stonington dans le Connecticut, petit port à 150 km au nord de New York, où il installe son atelier. La sœur de son épouse, Sylvia dont elle est très proche, épouse David Chapin, peintre abstrait américain. Chapin exposera également en Angleterre, au Mexique et en Italie.
Deux filles, Semira et Nicole, naissent successivement en 1949 et 1951.
Karl Nierendorf l'avait accueilli dans sa galerie à New York mais disparaît brutalement en 1947. C'est alors que Jsreal Ber Neumann (de), dit JB Neumann, reprend la Nierendorf Gallery. Celle-ci devient le New Art Circle, connu comme lieu de rencontre entre artistes et amateurs d'art. Elle a défendu des artistes vivants comme Kandinsky, Beckmann[Lequel ?], Paul Klee, Georges Rouault , etc.
Son atelier se trouve à Stonington, à 2 heures de route de New-York et son galeriste, J.B. Neumann lui rend souvent visite afin de préparer les expositions. En 1949, il expose à New York City au New Art Circle.
A cette même époque, il crée à Stonington une école d'art « Modern Art Summerschool » où il enseigne avec son beau-frère, David Chapin. Il décide d'abandonner son pseudonyme Elderen et de signer ses œuvres avec un monogramme ∑, majuscule de sigma, suivi de l'année de création de l'œuvre.
De 1950 à 1953, Borgrave participe à une exposition à la J.B. Neumann Gallery qui le présente dans différentes expositions de groupe y compris à la Stable Gallery et participe à des expositions de groupe à Wesley University Annual au Wesley Museum (Connecticut), au Whitney Museum et au Mystic Art Museum (proche de Stonington) et à l'Academy of the Fine Arts à Philadelphie.
Le 11 juin 1954, à 49 ans, il est naturalisé américain et prend le nom simplifié Elie Charles Borgrave.
Borgrave expose, en solo, du 20 décembre 1954 au 20 janvier 1955, à la Stable Gallery (en) « 2nd Annual Exhibition of Painting and Sculpture » à New-York sous l'égide de Eleanor Ward (15 tableaux dont 8 seront vendus). Il expose avec d’autres artistes à la Pennsylvania Academy’s 150 Anniversary, au City Art Museum of St Louis Annual et au Cincinnati Museum Annual.

### 1954-1958: Italie
Âgé de 50 ans, Borgrave ne veut pas suivre cette nouvelle tendance américaine et décide de retrouver l'Europe et ses convictions. Il installe dans l'île d'Ischia proche de Naples une maison et atelier tout proche, à Forio d'Ischia. Il y côtoie de nombreux artistes internationaux comme Truman Capote, Alberto Moravia, Carlyle Brown (en) ou le poète Wystan Hugh Auden qu'il retrouve au Caffé Internazionale, cénacle culturel des années 50 où Maria Senese règne en maîtresse.
En 1955, ayant maintenu des relations avec les États-Unis, il expédie un tableau Gregorian daté de 54 qui sera exposé à New York au « Whitney Annual » au Whitney Museum of American Art.
En Italie, une exposition Contemporary American Painting se tient à Bordighera où il présente un certain nombre de tableaux. Il expose à Ischia il Natale nell’arte Ischitana et Serenita Natalizia des toiles monogrammées Σ 56 avec d’autres artistes puis à Positano pour l'exposition « Contemporary American Art ». Un séjour à Rome, en 1957, lui offre l'opportunité de l’exposition « Mostra d'Arte » à la Galleria d’Arte Moderna et surtout d'exposer à la Galleria Schneider.

### 1958-1962: France
Borgrave souhaite se rapprocher de la Belgique, quitte l'Italie en 1958 et voyage à Londres, Naples. Puis il réside dans une maison près de Fourqueux, à proximité de Saint-Germain-en-Laye, dans l'ouest de la région parisienne.
En décembre 1959, il expose à la Galerie Synthèse à Paris et vendra une œuvre au Musée d'Art Moderne de Paris Composition no 8 monogrammée ∑ 60.
Borgrave participe à des expositions de groupe à la Galerie Argos à Nantes et à la Galerie Günar « Abstrakte Maler aus Paris », à Düsseldorf en Allemagne, avec Georges Breuil, Hella Guth et Jean Miotte.

### 1962-1990: Belgique et Pays-Bas
Sur le plan personnel, en 1962, Borgrave se sépare de son épouse qui part vivre avec ses filles en Suisse, à Lausanne. Il revient en Belgique, seul, et réside alors à Knokke avant de s'installer provisoirement à Bruxelles. Il fait la connaissance d'une veuve qui deviendra son épouse en 1965.
Aux Pays-Bas, à la frontière de la Belgique, à Zuidzande près de Sluis, en pleine campagne, il achète une grange. Une partie est consacrée à son atelier et à la peinture, l'autre partie est installée pour y vivre. Tout y est blanc et noir. Il enchaîne les expositions en Belgique. Le Palais des Beaux-Arts de Bruxelles lui offre l'occasion d’une exposition personnelle en mai 1963.
Dans les années 1965-1969, une période marquée par les « cercles » s'impose. Elle semble être un véritable passage initiatique vers l'abstraction.
Il expose, du 12 mai au 12 juin 1966, à la Galerie La Balance à Bruxelles et en dessine les affiches.
Borgrave expose un tableau au Pavillon Belge de l'Exposition Universelle de Montréal en 1967, et à la Galerie Mas à Deinze.
En 1968 et 1969, les expositions se succèdent. Le magazine Marie-Claire no 195 en novembre lui consacre un article qui décrit sa vie à Zuidzande. Il expose en janvier à la Galerie Tamara Pfeiffer à Bruxelles et Jo Gérard, historien, écrit la préface[De quoi ?], ainsi qu'à la galerie-librairie Van Geyt à Hulst (Pays-Bas).
Il expose aussi des gouaches au Palais des Beaux-Arts à Bruxelles du 8 au 26 janvier. Du 9 novembre au 12 décembre 1969, il expose au Museum d'Hondt-Dhaenens à Deurle. Willem Enzinck termine la rédaction de son livre Elie Borgrave aux Editions Arts & Voyages chez l'éditeur Lucien De Meyer.
Les années 1970 marquent une synthèse Europe-Amérique, une fusion de deux tendances plus personnelles et plus émouvantes dans leur géométrie minimale. Âgé de 65 ans, il s'extrait du « vieux cubisme » dans une propulsion spatiale et cosmique.
Une grande exposition est organisée à la galerie Veranneman à Bruxelles du 19 novembre au 5 décembre où 28 œuvres sont présentées. Le tableau Chant Magnétique no 1 monogrammé ∑ 70 est vendu[réf. nécessaire], à la suite de l'exposition, au Musée d'Art Moderne de Paris.
Il préserve ses contacts à l'international et expose une œuvre au Pavillon Belge de l'Exposition Universelle d'Osaka au Japon.
Les expositions se succèdent en France et en Belgique : il participe au Salon de Mai à Paris du 29 avril au 17 mai 1971. Un long article lui est consacré dans Land Magazine le 31 juillet où il est présenté dans son atelier à Zuidzande.
En 1972, il participe à quelques expositions de groupe à la Galerie Fisher Fine Art à Londres, à la Galerie Élysée à Bruxelles et au Romi Goldmuntz Center à Anvers.
Il est présent à J. Walter Thompson Gallery de Bruxelles du 22 novembre au 9 janvier et à Anvers à Standaard Galerij en décembre 1973.
Il expose 2 fois en 1974 et 1976 à la Galerie L'AS à Bruxelles.
Du 15 au 28 février 1978, la Galerie Yoshii lui consacre une exposition à Paris, 8, av. Matignon.
Ayant toujours conservé des contacts aux États-Unis, il participe à une exposition en novembre 1979 « American Painting of the Seventies » à l'Université de l'Illinois.
En février 1980 la Municipalité de Liège présente ses œuvres au foyer d’exposition Les Chiroux.
En septembre 1981, la Galerie Unip, Art Contemporain lui consacre une exposition en solo 9, rue Beau-séjour à Lausanne, en Suisse. Du 26 novembre au 15 janvier, la Galerie Denise Van de Velde l'accueille dans sa galerie à Aalst pour une exposition personnelle.
Une grande exposition se tient du 29 avril au 14 mai 1989 à la Galerie de Willy d'Huysser à Knokke-Zoute et celui-ci rend à Élie Borgrave un hommage dans sa préface.
A la fin de sa vie, il reprend le thème des années 1960 et les retraduit avec une palette de couleurs beaucoup plus vive, signe de ses recherches permanentes.
En 1989, il quitte définitivement Zuidzande et s'installe à Bruxelles (Av. Winston Churchill, 247 – 1050 Bruxelles) avec son dernier atelier à proximité de son domicile.
Le 16 octobre 1992, à 87 ans, il meurt à Ixelles des suites d'une crise cardiaque.

## Expositions récentes
La Galerie Belge Group2Gallery va lui rendre hommage plusieurs fois de suite. En février 1994, une participation à une exposition se tient à Bruxelles, sous l’égide de Group 2 Vanhevel .
En février 1995, Group2Gallery lui rend un « Hommage » (exposition personnelle) avant d’organiser une exposition « The Golden Sixties » en octobre 1997, et de présenter des œuvres signées « Elderen » en 2014.
Une rétrospective présente Elie Borgrave au Musée d’Ixelles du 15 juin au 24 septembre 2017. La monographie Elie Borgrave est éditée aux Editions Snoeck, et préfacée par Serge Goyens de Heusch.
La galerie Antoine Laurentin a organisé une exposition en solo des œuvres d'Elie Borgrave à Bruxelles du 15 juin au 24 septembre 2017 puis une 2e exposition à Paris en novembre 2017. Une nouvelle exposition se tiendra du 21 novembre au 1er février 2020.
L'exposition Painting Belgium, l'abstraction belge entre 1945 et 1975 organisée par Valérie Bach avec Serge Goyens de Heusch (commissaire d'exposition) se tient à la Patinoire Royale de Bruxelles du 6 septembre au 7 décembre 2019, et présente 6 œuvres d'Élie Borgrave.

## Muséographie
- Musée d'Ixelles (Belgique) Composition no 62, 1962, huile sur toile 146 x 114 cm, monogrammée Σ 62
- Musée d'Ostende MuZEE (Belgique) Trois pôles en Bleu, 1966, huile sur toile 100 x 81 cm, monogrammée Σ 66
- Musée de Louvain-La-Neuve (Belgique) Sans titre, 1960, huile sur toile 160 x 115 cm, monogrammée Σ 60, et Sans titre, 1974, huile sur toile, 120,5 x 100 cm, monogrammée Σ 74
- Belfius Bank (Belgique) Art Collection, Sans titre, 1974, acrylique sur carton, 61 x 46 cm, monogrammée Σ 74
- Centre National des Arts Plastiques (CNAC Paris, France) Composition no 8, 1960, huile sur toile 130 x 97 cm, monogrammée Σ 60
- Centre National des Arts Plastiques (France) Chant magnétique, huile sur papier marouflée sur isorel 100 x 140 cm, monogrammée Σ 70
- Hebrew University in Jerusalem (Israël) Collegium Belgicum Fabiolanum